# Titiribí
Titiribí este un municipiu din departamentul Antioquia, Columbia.